# Ложовская, Зинаида Яковлевна
Зинаида Яковлевна Ложовская (Левченко) (род. 21 июня 1938, село Каменная Гребля Сквирского района Киевской области) — украинский советский деятель, председатель колхоза «Серп и Молот» села Белый Камень Золочевского района Львовской области. Герой Социалистического Труда (22.12.1977). Кандидат в члены ЦК КПУ в феврале 1981 — июне 1990 г. 

## Биография
Член КПСС с 1958 года.
В 1960 году переехала работать в колхоз «Серп и Молот» села Белый Камень Золочевского района Львовской области.
В 1960-1973 годах — агроном, главный агроном колхоза «Серп и Молот» села Белый Камень Золочевского района Львовской области.
Закончила заочно сельскохозяйственный институт. 
В феврале 1973-1991 годах — председатель колхоза «Серп и Молот» села Белый Камень Золочевского района Львовской области. В 1992-1999 годах — руководитель ассоциации кооперативов колхоза «Надбужье» села Белый Камень Золочевского района Львовской области. Была учредителем Общества с ограниченной ответственностью (Ооо) «Надбужье».
Потом — на пенсии в селе Белый Камень Золочевского района Львовской области.

## Награды
- Герой Социалистического Труда (22.12.1977)
- два ордена Ленина (,22.12.1977)
- орден Трудового Красного Знамени
- медали
- заслуженный агроном Украинской ССР